# 藤倉英幸
藤倉 英幸（ふじくら ひでゆき、1948年6月5日 -）はイラストレーター、貼り絵作家。

## 人物
北海道岩内郡岩内町で生まれる。
北海道岩内高等学校在学中に、美術部に入部。その際、グラフィックデザインに興味を抱く。高校卒業後は、製菓会社に勤務の傍ら、独学でグラフィックデザインやイラストレーションを修得。製菓会社退職後は、印刷会社、広告代理店に転職し、イラストレーターとして活躍。
1974年、「イラスト＆デザイン工房フジクラ」を札幌に設立し、アート、デザインに関して幅広く創作活動を行う。1970年代後半からは切り絵の手法を用いてイラストや作品を多く制作するようになる。80年代後半に入ると、切り絵から、洋紙を用いた貼り絵によっても北海道の風景を描く作風となる。当初は、切り絵を手がけていた影響からか、貼り絵作品の初期もカッターを用いていたが、90年代に入ると、次第に藤倉が描く北海道の原風景的な絵画世界は、多くの人々に親しまれる。それらの作品は個展のほか、1992年からはJR北海道の車内広報誌「THE JR Hokkaido」の表紙絵、また六花亭の「ゆきやこんこ」のパッケージ、北海道保証牛乳パッケージなどでもみることができる。

## 主な展覧会
- 「しりうち日本童画展」(1989、1990、1992年、知内町)
- 「藤倉英幸イラストレーションの世界展」(1990年、風連町・風連町歴史民俗資料館)
- 「北海道の光と風を描く藤倉英幸イラストレーションの世界　風・ものがたり」(1994年、風連町・風連町歴史民俗資料館)
- 「藤倉英幸作品展　四季彩紀行　HOKKAIDO」(1997年、岩内町・木田金次郎美術館)
- 「第1回ニセコ尻別川美術展　川―自然のひらめき」(1999年、ニセコ町・有島記念館)
- 「第二回ニセコ尻別川美術展　川はみどりの森から」(2000年、ニセコ町・有島記念館)
- 「北海道美術の20世紀Ⅱ　美術はなにを記録してきたか」(2000年、帯広市・北海道立帯広美術館)
- 「第3回ニセコ尻別川美術展　そして母なる海．．．．」(2001年、ニセコ町・有島記念館)
- 「企画展　藤倉英幸と旅のイメージ」(2010年、北海道立文学館)
- 「企画展　旅のイメージ　栗谷川健一、藤倉英幸・・・鉄路が結ぶ北海道の景色」(2010年、北海道立帯広美術館)」

## 主な個展
- 「藤倉英幸　絵本展」(1976年、HBC三条ギャラリー(札幌) )にて開催。
- 「馬場護の野菜畑・藤倉英幸の紙切虫　イラストレーション展」(1979年、四丁目プラザ)
- 「藤倉英幸イラストレーションの世界　雪の時間(とき)」(1988、1990年、札幌市・R-Box)
- 「藤倉英幸イラストレーションの世界　雪の追憶(おもいで)」(1989年、函館市・函館ヒストリープラザSOILクラシックモール(金森倉庫))
- 「兄弟3人の世界展」(1990年、泊村)
- 「本づくりの魅力とその周辺　ブックデザイン5人展(須田照生、桜井雅章、佐々木正男、高山美根子、藤倉英幸)」(1992年、札幌・R-Box)
- 「藤倉英幸イラストレーション原画展」(1993～1994年、東京、大阪、長野、仙台、札幌など)
- 「藤倉英幸作品展「風の追憶(おもいで)」(1994、1996、1997、2001、2006年、岩内町・ギャラリー温故堂)
- 「藤倉英幸 作品展」(1996、1997年、2000年、帯広・藤丸7階カルチャーホール)
- 「藤倉英幸はり絵原画・版画展　風物語」(1996年、札幌市・三越ギャラリー)
- 「藤倉英幸　貼り絵展覧会」(1998年、様似町・様似町中央公民館ギャラリー21)
- 「藤倉英幸作品展　四季彩紀行　HOKKAIDO」(1998年、札幌・三越ギャラリー)
- 「藤倉英幸作品展　忘れられない季節」(1998年、札幌市・のーす羅衣舞ギャラリー)
- 「藤倉英幸はり絵作品展　四季彩紀行HOKKAIDO」(1999年、東京都・大崎ウエストギャラリー)
- 「藤倉英幸作品展」(2000、2001年、千歳・新千歳空港三越スカイギャラリー)
- 「藤倉英幸作品展　風に聴く時」(2001年、札幌市・ギャラリー山の手)
- 「藤倉英幸新春展　～やさしさへの旅～」(2002年、札幌市・三越ギャラリー)
- 「アクリル絵の具で描く北の抒情　藤倉英幸[いとおしい日々に]作品展(2003年、札幌・三越ギャラリー)
- 「藤倉英幸　はり絵で描く北のふるさと　The JR Hokkaido表紙絵[原画展]」 (2003年、小樽市・小樽ステーションギャラリー)
- 北海道イラストレーターズクラブα設立30周年記念「MY WORK HISTORY＋PEACE展」(2003年、札幌・ギャラリー大通美術館)
- 「藤倉英幸　北海道・光と風の大地から　版画展」(2003年、小樽市・小樽ステーションギャラリー)
- 「藤倉英幸　原画・版画展」(2003年、札幌市・札幌ステラプレイスセンター2階エアワークス)
- 「藤倉英幸作品展　北海道　光と風の大地から」(2003年、函館市・函館駅イカすホール)
- 「藤倉英幸　HOKKAIDOの光と風を季節の中に描く　四季の彩(いろ)　風の詩(うた）」(2003年、中札内村・中札内美術村・北の大地美術館)
- 「アクリル絵の具で描く北の抒情　藤倉英幸作品展　時をこえて」(2004年、札幌・三越ギャラリー)
- 作品展「光と風の大地から」(2004年、函館市・ＪＲ函館駅2Ｆ多目的ホールー)
- 「藤倉英幸の絵たち「貼る。描く。」」(2004年、札幌市・「石の蔵　ぎゃらりぃ　はやし」)
- 「第56回全国カレンダー展」(2004年、東京・東京銀座画廊美術館)
- 「静かな風が吹いていた。」(2005年、札幌市・ＳＴＶ北二条ビル１階エントランスアート)
- 「第2回JRタワー都市と鉄道展　藤倉英幸　そらの小さな旅展」（2005年、札幌市・JRタワー展望室タワー・スリーエイト）
- 「藤倉英幸作品展　北海道の国立公園・国定公園を描くVOL.1　季節の風の中で」(2005年、札幌市・三越ギャラリー)「ときのゆきき～藤倉英幸の風景たち」(2005年、札幌市・石の蔵　ぎゃらりぃ　はやし)
- 「藤倉英幸作品展　HOKKAIDOの光と風を詩う」(2006年、札幌市・HOKUSEN　GALLERY　ｉｖｏｒｙ)
- 「北海道イラストレーターズクラブα　マイワーク25　イラストレーション原画展」(2006年、札幌・道新ぎゃらりー)
- 「紙袋ランターン作品展」(2007年、滝川市・太郎吉蔵)に出品。
- 作品展「はり絵原画と版画展―静かな風が吹いていた―」(2007年、釧路市・ささき画廊)
- 「藤倉英幸はり絵新作展　めぐる季節に」(2007年、札幌市・ギャラリー山の手)
- 「藤倉英幸新作展　時にたたずんで」(2007年、札幌・三越ギャラリー)
- 「新春・叶多プランニング kanata exhibition」(2008年、札幌市・大通美術館)
- 作品展「花の季節に」(2008年、苫小牧市・イコロの森)
- 「品品法邑オープン記念　法邑芸術文化振興会企画展」(2008年、札幌・品品法邑)
- 「仲間たち展」(2007年、2008、2009、2010年、岩内町・木田金次郎美術館)
- 藤倉英幸はり絵新作展「あの日、見た風景たちへ」(2009年、札幌市・ギャラリー山の手)
- 個展「水辺によせて」(2009年、三越・札幌ギャラリー)